# Laurel und Hardy: Die Klotzköpfe
Die  Klotzköpfe, im  Original Block-Heads, ist eine  US-amerikanische Filmkomödie mit Stan Laurel und Oliver Hardy.
Der Film lief in den deutschen Kinos unter dem alternativen Titel Lange Leitung, in Österreich als Pech im 13. Stock oder als Dummkopf. Für das Fernsehen bekam er die Titel Klotzköpfe beziehungsweise Tag der Trümmer.

## Handlung
Stan und Ollie nehmen am Ersten Weltkrieg teil und werden bei einem Kampfeinsatz getrennt. Ollie kehrt nach dem Waffenstillstand 1918 nach Hause zurück, während Stan weiterhin seinem letzten Befehl folgend im Schützengraben Wache schiebt, ohne zu merken, dass der Krieg schon längst vorbei ist. Durch einen Piloten, den er 1938 als vermeintlichen Angreifer mit dem Maschinengewehr beschießt, erfährt er vom schon lange zurückliegenden Kriegsende. Der kuriose Fall macht Schlagzeilen.
Ollie ist mittlerweile verheiratet, hätte aber fast seinen Hochzeitstag vergessen. Als er den heimgekehrten Stan auf der Titelseite einer Zeitung wiedererkennt, beschließt er spontan, ihn zu sich nach Hause einzuladen und holt ihn im Veteranenheim ab. Stan hatte sich kurz vor Ollies Ankunft in einen fremden Rollstuhl gesetzt, so dass Ollie zunächst glaubt, Stan habe ein Bein verloren, und mit großer Anstrengung versucht, Stan zu seinem Auto zu tragen. Erst nach mehreren Missgeschicken bemerkt er den Irrtum, verliert sofort seine Liebenswürdigkeit und behandelt Stan so herablassend wie üblich. Dieser begräbt erst das Auto mit Ollie versehentlich unter einem Sandhaufen aus einem Muldenkipper, später zerstört er Garage und Auto bei einem Fahrversuch.
Der anstrengende Treppenaufstieg in den 13. Stock erzeugt weitere Handgreiflichkeiten mit einem entgegenkommenden Mitbewohner und einem Football spielenden Jungen sowie dessen übel gelauntem Vater, so dass die beiden mehrmals hinauf und hinunter müssen.
In der Wohnung zeigt sich, dass Ollies Ehe durch Stans Besuch stark strapaziert wird, da seine Frau den ständig von ihm angeschleppten Kumpanen nichts abgewinnen kann und entnervt die gemeinsame Wohnung verlässt, jedoch bald, erzürnt über ihr zerstörtes Auto, zurückkehrt. Der Versuch der beiden, selbst zu kochen, führt zu einer Gasexplosion, die die Küche verwüstet. Die herbeigeeilte Nachbarin Mrs. Gilbert macht ein wirres Versteckspiel erforderlich, da ihr eifersüchtiger Ehemann, ein passionierter Jäger, die Situation falsch deutet. Am Schluss verfolgt er Stan und Ollie schießend durch die Straßen, worauf aus allen Fenstern erschrockene Ehebrecher springen.

## Sonstiges
Block-Heads erschien am 19. August 1938 erstmals im amerikanischen Kino. Der ursprüngliche Arbeitstitel des Films war Just a Jiffy. Dieser Ausdruck fällt im Film mehrmals in der Bedeutung „(es dauert) nur einen Augenblick“.
Harry Langdon, einer der fünf Drehbuchautoren, war einer der großen Komikerstars der Stummfilmzeit der 1920er Jahre. In der Tonfilmzeit war sein Ruhm verblasst, sodass er sich mit billigen Kurzfilmen über Wasser halten musste. Dank seiner Freundschaft sowohl mit Hardy als auch mit Laurel war er hier als Drehbuchautor beteiligt. Er spekulierte auf ein Comeback und spielte im Jahr darauf an der Seite von Hardy in dem Film Zenobia, der allerdings kein großer Publikumserfolg wurde.

## Kritiken
Der Film wurde von der Kritik positiv aufgenommen und zählt heute zu den beliebtesten und als am besten angesehenen Langfilmen von Laurel und Hardy.

„Die gemeinsamen Anstrengungen von fünf Drehbuchautoren […] waren nicht vergeblich. Dieser 55 Minuten lange Film ist […] der erstaunlichste Erfolg in Sachen Komik, die vollendete Konstruktion des Genres. Laurel & Hardy übertreffen sich hier selbst. Die Gags – mindestens einer pro Minute und alle hervorragend – folgen einander in schwindelerregendem Tempo. Die Komik der Zerstörung streift sowohl den surrealistischen […] wie den verbalen Humor. […] Diesen herrlichen Film müßte man Einstellung für Einstellung beschreiben, um seine gesamten Reichtümer ausreichend bewundern zu können.“

Auch der Evangelische Film-Beobachter ist voll des Lobes: „Dieser dreißig Jahre alte Film kann den kleinen und großen Verehrern des Komikerduos Laurel-Hardy trotz formaler Mängel auch heute noch Lachsalven entlocken.“

## Deutsche Fassungen
- 1950 entstand bei der Internationalen Film-Union die erste deutsche Fassung unter dem Titel Lange Leitung. Das Buch und die Dialogregie lagen in den Händen von Werner Malbran. Wie üblich übernahmen Walter Bluhm und Arno Paulsen die Rollen von Laurel und Hardy. Lina Carstens sprach Mrs. Hardy und Hermann Pfeiffer den Schauspieler James Finlayson.[2]
- Die Uraufführung der zweiten deutschen Fassung mit dem Titel Die Klotzköpfe fand am 14. Juli 1967 im Würzburger Corso-Theater statt. Laurel wurde wieder von Walter Bluhm synchronisiert und Gerd Duwner sprach Hardy. Die deutsche Fassung entstand bei der Berliner Synchron. Buch und Dialogregie übernahm Werner Schwier, die Musik stammt von Peter Schirmann. In weiteren Rollen sind Inge Landgut (Minna Gombell), Benno Hoffmann (Billy Gilbert), Edith Schneider (Patricia Ellis) und Edgar Ott (Harry Woods) zu hören.[2]
- 1975 entstand in München bei der Beta Technik eine weitere deutsche Fassung für die Reihe Lachen Sie mit Stan und Ollie, für die Theo Lingen eine kurze Einführung sprach und die unter dem Titel Klotzköpfe veröffentlicht wurde. Walter Bluhm sprach erneut Laurel, während Hardy nun von Michael Habeck übernommen wurde. Für Buch und Dialogregie zeichnete Wolfgang Schick verantwortlich. Fred Strittmatter und Quirin Amper Jr. lieferten neue Musik. Weiteren Rollen sprachen Margot Leonard (Minna Gombell), Benno Hoffmann (Billy Gilbert), Rose-Marie Kirstein (Patricia Ellis) und Leo Bardischewski (James Finlayson)[2]

## Auszeichnungen
Marvin Hatley war 1939 in der Kategorie Beste Filmmusik für den Oscar nominiert.